# Пахучка
Пахучка (лат. Clinopodium) — род растений из семейства яснотковых. Травянистые растения высотой от 8 до 100 см.
Латинское родовое название Clinopodium заимствовано из трудов Диоскорида и Плиния (I век н. э.) ботаниками эпохи возрождения Каспаром Баугином и Жозефом Турнефором (XVII век н. э.) с последующим включением в канонический труд Species plantarum Карла Линнея. Сам термин происходит от др.-греч. κλινη («klini») что означает «ложе», и др.-греч. πους («pus»), «нога». Стебли растения, несущие мутовки цветов, напоминали Диоскориду гнездо на ножке.

## Лечебные свойства
Обладает противоглистным, антисептическим, противовоспалительным, детоксикационным, сосудорасширяющим, ранозаживляющим и слабительным действием.

## Классификация

### Таксономия
Clinopodium  L., 1753, Sp. Pl. : 587
Род Пахучка относится к семейству Яснотковые (Lamiaceae) порядка Ясноткоцветные (Lamiales). Таксономическая схема в соответствии с Системой APG IV по состоянию на декабрь 2023 года:
|  |                                      |  |                                   |                                   |                      |  | ещё 23 семейства |               |               |                                                                |
|  |                                      |  |                                   |                                   |                      |  |                  |               |               | 168 подтвержденных видов и 54 таксона, ожидающих подтверждения |
|  |                                      |  |                                   | порядок Ясноткоцветные            |                      |  |                  |               | род Пахучка   |                                                                |
|  |                                      |  |                                   | порядок Ясноткоцветные            |                      |  |                  |               | род Пахучка   |                                                                |
|  | отдел Цветковые, или Покрытосеменные |  |                                   |                                   | семейство Яснотковые |  |                  |               |               |                                                                |
|  | отдел Цветковые, или Покрытосеменные |  |                                   |                                   |                      |  |                  |               |               |                                                                |
|  |                                      |  | ещё 63 порядка цветковых растений | ещё 63 порядка цветковых растений |                      |  |                  | ещё 268 родов | ещё 268 родов |                                                                |
|  |                                      |  |                                   | ещё 63 порядка цветковых растений |                      |  |                  |               | ещё 268 родов |                                                                |

### Виды
Род включает 168 видов, некоторые из них:
- Clinopodium abchasicum Melnikov — Пахучка абхазская
- Clinopodium acinos (L.) Kuntze — Пахучка полевая
- Clinopodium adzharicum Melnikov — Пахучка аджарская
- Clinopodium alexeenkoi Melnikov — Пахучка Алексеенко
- Clinopodium alpinum (L.) Kuntze — Пахучка альпийская
- Clinopodium amabile Melnikov — Пахучка приятная
- Clinopodium austro-osseticum Melnikov — Пахучка южноосетинская
- Clinopodium batumiense Melnikov — Пахучка батумская
- Clinopodium caucasicum Melnikov — Пахучка кавказская
- Clinopodium chinense (Benth.) Kuntze — Пахучка китайская
- Clinopodium colchicum Melnikov — Пахучка колхидская
- Clinopodium debile (Bunge) Kuntze — Пахучка слабая
- Clinopodium deprehensum Melnikov — Пахучка обнаруженная
- Clinopodium dumetorum Melnikov — Пахучка кустарниковая
- Clinopodium elegans Melnikov — Пахучка элегантная
- Clinopodium grandiflorum (L.) Kuntze — Пахучка крупноцветковая
- Clinopodium graveolens (M.Bieb.) Kuntze — Пахучка пахучая
- Clinopodium helenae Melnikov — Пахучка Елены
- Clinopodium heterotrichum (Boiss. & Reut.) Govaerts — Пахучка разноволосая
- Clinopodium hohenackeri Melnikov — Пахучка Гогенакера
- Clinopodium integerrimum Boriss. — Пахучка цельнокрайная
- Clinopodium kurachense Melnikov — Пахучка курахская
- Clinopodium lanceolatum Melnikov — Пахучка ланцетная
- Clinopodium menitskyi Melnikov — Пахучка Меницкого
- Clinopodium menthifolium (Host) Merino — Пахучка мятолистная
- Clinopodium mirum Melnikov — Пахучка восхитительная
- Clinopodium neglectum Melnikov — Пахучка незамеченная
- Clinopodium nepeta (L.) Kuntze — Пахучка котовниковая
- Clinopodium novorossicum Melnikov — Пахучка новороссийская
- Clinopodium persicum Melnikov — Пахучка персидская
- Clinopodium pojarkovae Melnikov — Пахучка Поярковой
- Clinopodium ritsaense Melnikov — Пахучка рицинская
- Clinopodium sachalinense (F.Schmidt) Koidz. — Пахучка сахалинская
- Clinopodium serpyllifolium (M.Bieb.) Kuntze — Пахучка тимьянолистная
- Clinopodium soczavae Melnikov — Пахучка Сочавы
- Clinopodium spruneri (Boiss.) Melnikov — Пахучка Шпрунера
- Clinopodium trapezuntinum Melnikov — Пахучка трапезундская
- Clinopodium umbrosum (M.Bieb.) K.Koch — Пахучка теневая
- Clinopodium vulgare L. — Пахучка обыкновенная
- Clinopodium woronowii Melnikov — Пахучка Воронова